# Bagamér
Bagamér é uma vila da Hungria, situada no condado de Hajdú-Bihar. Tem 47,02 km² de área e sua população em 2019 foi estimada em 2.540 habitantes.